# Kikkershow
De Kikkershow was een animatronicsshow in het Nederlandse attractiepark Duinrell. De show ging in 1979 in première en werd in 1990 vervangen voor de Play Kwek Show.
 
In 1978 werd begonnen met de voorbereidingen van de animatronicsshow. Hugo van Zuylen van Nijevelt kreeg het idee door de vele animated poppen die Disney gebruikt in haar attracties. Duinrell koos ervoor om in plaats van mensenpoppen dierenpoppen te gebruiken. Duinrell koos kikkers als hoofdpersonages in deze show. De Kikkershow ging in 1979 in première. De Kikkershow werd in opdracht van Duinrell ontwikkeld door Hofmann Figuren. Hans Vermeulen zorgde voor de muziek en Robert Paul voor de teksten en stemmen. In 1981 opende Paul van Vliet de Kikkershow, samen met Diederik van Dril tot Slotenkroos. Dit was een van de karakters van de Kikkershow. In 1990 is de Kikkershow veranderd in de Play Kwek Show.
Afbeeldingen · Lijst van attracties